# Reto Graber
Reto Graber (* 1998) ist ein Schweizer Unihockeyspieler. Er steht beim Nationalliga-B-Vertreter UHC Thun unter Vertrag.

## Karriere
Graber begann seine Karriere beim UHC Thun. 2016/17 kam er in der Nationalliga A in 12 Partien zum Einsatz. Dabei erzielte er drei Tore und zwei Assist. Am Ender der Saison gab der UHC Thun bekannt, dass Graber auf die Saison 2017/18 fix dem Kader der ersten Mannschaft angehören wird.